# 羽原ランプ
羽原ランプ（はばらランプ）は広島県福山市神村町（かむらちょう）の国道2号松永道路上にあるランプである。

## 道路
- 国道2号松永道路

## 接続道路
- 広島県道157号松永新市線

## 沿革
- 1990年（平成2年）12月15日 松永道路全線開通（神村ランプ～西藤IC間開通による）に伴い供用開始。

## 周辺の地理
- 広島県警福山西警察署（旧：松永警察署）
- 広島県立松永高等学校
- 羽原川（松永湾に注ぎ込む二級河川）
- 松永カントリークラブ

## 隣
松永道路
神村ランプ（このランプから松永道路） - 羽原ランプ - 今津ランプ（このランプから自動車専用道路）

## 備考
- 本ランプは神村 - 今津間の4車線化拡幅前は、狭い谷間にあることやすぐにトンネルがあるため加速車線が設置されていないこと（福山・岡山方面は神村トンネル、尾道・広島方面は平〔ひら〕トンネル）、松永道路の交通量が多いこと、更に松永道路には防音壁が設けられて見通しが悪いことから広島県道157号松永新市線から国道2号松永道路に流入するのはかなり難しく、本線流入部には一時停止規制がかけられている。
- 拡幅後、新たに作られた福山・岡山方面への本線流入部には、神村トンネル内にかけて、加速車線が設けられたことにより、危険性は幾分緩和されたことから、一時停止規制は解除された一方、尾道・広島方面に流入する際には車線数増加により車が分散するようになったものの、合流部そのものの構造は変化していない。
- 本ランプで接続する広島県道157号松永新市線のうち新市方面については山陽自動車道の高架橋をくぐった先から狭い山道になるため大型車の通行は困難である（松永方面については改良済）。しかし、国道2号松永道路上にある案内標識にはそのことは全く示されていないため注意が必要である（反対に広島県道157号松永新市線を松永方面から走ってきた場合は本ランプ手前にそのことを示す標識がある）。
- 本ランプと今津ランプの間には広島県立松永高等学校通学者のための自転車・歩行者専用出入口と地域住民のための簡易出入口（松永道路本線手前に一時停止規制がかけられているだけでランプウェイはない）がある。